# Mateo Puerta
Mateo Puerta (Medellín, Antioquia,, Colombia, 12 de junio de 1997) es un futbolista colombiano que juega como defensa en el Águilas Doradas de la Categoría Primera A de Colombia.

## Clubes
| Club            | País     | Año             |
| --------------- | -------- | --------------- |
| Cortuluá        | Colombia | 2016 - 2019     |
| Deportivo Cali  | Colombia | 2019            |
| Águilas Doradas | Colombia | 2020 - Presente |

## Estadísticas
| Club                      | Div           | Temporada     | Liga  | Liga  | Copas | Copas | Internacional | Internacional | Total | Total |
| Club                      | Div           | Temporada     | Part. | Goles | Part. | Goles | Part.         | Goles         | Part. | Goles |
| ------------------------- | ------------- | ------------- | ----- | ----- | ----- | ----- | ------------- | ------------- | ----- | ----- |
| Cortuluá · Colombia       | 1.ª           | 2016          | 1     | 0     | 2     | 0     | -             | -             | 3     | 0     |
| Cortuluá · Colombia       | 1.ª           | 2017          | 36    | 0     | -     | -     | -             | -             | 36    | 0     |
| Cortuluá · Colombia       | 2.ª           | 2018          | 19    | 0     | 1     | 0     | -             | -             | 20    | 0     |
| Cortuluá · Colombia       | 2.ª           | 2019          | 9     | 0     | 3     | 0     | -             | -             | 12    | 0     |
| Cortuluá · Colombia       | Total club    | Total club    | 65    | 0     | 6     | 0     | 0             | 0             | 71    | 0     |
| Deportivo Cali · Colombia | 1.ª           | 2019          | 7     | 0     | 1     | 0     | -             | -             | 8     | 0     |
| Deportivo Cali · Colombia | Total club    | Total club    | 7     | 0     | 1     | 0     | -             | -             | 8     | 0     |
| Total carrera             | Total carrera | Total carrera | 72    | 0     | 7     | 0     | 0             | 0             | 79    | 0     |